# Armadillo borelli
Armadillo borelli là một loài chân đều trong họ Armadillidae. Loài này được Dollfus miêu tả khoa học năm 1894.